# Ляпуново (Алтайский край)
Ляпуно́во — село в Угловском районе Алтайском крае. Входит в состав Шадрухинского сельсовета.

## История
Основано в 1864 году. В 1928 году село состояло из 358 хозяйств, основное население — русские. В административном отношении являлось центром Ляпуновского сельсовета Угловского района Рубцовского округа Сибирского края.

## Население
| 1926 | 1997 | 1998 | 1999 | 2000 | 2001 | 2002 |
| ---- | ---- | ---- | ---- | ---- | ---- | ---- |
| 2039 | ↘302 | ↘193 | ↘187 | ↘157 | ↗178 | ↘163 |
| 2003 | 2004 | 2005 | 2006 | 2007 | 2008 | 2009 |
| ↗171 | ↗174 | ↘170 | ↗172 | ↘168 | ↘164 | ↗167 |
| 2010 | 2011 | 2012 | 2013 |      |      |      |
| ↘133 | →133 | ↘128 | ↘127 |      |      |      |

## Улицы
В селе имеются две улицы: Дорожная и Школьная.